# Górny Okap w Wietrzniku
Górny Okap w Wietrzniku – obiekt jaskiniowy w skale Wietrznik w dolnej części Doliny Będkowskiej na Wyżynie Krakowsko-Częstochowskiej. Znajduje się w Łączkach Kobylańskich będących częścią wsi Kobylany w województwie małopolskim, w powiecie krakowskim, w gminie Zabierzów.

## Opis jaskini
Znajduje się pod okapem w większej (patrząc od dołu lewej) skale Wietrznika. Okap ten znajduje się na wysokości kilku metrów w lewej, południowo-wschodniej części Wietrznika. Pod nim jest szeroki i niski otwór przechodzący w niedostępną rurę.
Okap powstał w późnojurajskich wapieniach skalistych. Jest suchy, w pełni widny o skalnym spągu. W otworze rozwijają się rośliny zielne i krzew dzikiego agrestu, na ścianach glony, mchy i porosty. Ze zwierząt obserwowano pająki i muchówki.
Okap nie był opisywany w literaturze. Jego dokumentację i plan sporządził Jakub Nowak w czerwcu 2011 r.
W skale Wietrznik znajduje się jeszcze Szczelina w Wietrzniku.